# Partito del Libero Commercio
Il Partito del Libero Commercio (ufficialmente Associazione Australiana Liberale e del Libero Commercio), rinominato nel 1906 quale Partito Anti-Socialista, fu un partito politico australiano, costituitosi formalmente nel 1889 e sciolto nel 1909. Supportò politiche rivolte all'abolizione di dazi doganali o altre restrizioni al commercio, sostenendo che tali politiche avrebbero portato una maggiore ricchezza. Ebbe le sue basi elettorali nel Nuovo Galles del Sud, dove i suoi leader furono Sir Henry Parkes e Sir George Reid, i quali dominarono la politica coloniale nella regione prima di arrivare alla federazione.
Nelle elezioni per il primo parlamento, i liberisti formarono il secondo gruppo più grande alla Camera dei rappresentanti con 25 seggi. Reid fu il primo leader dell'opposizione con William McMillan come suo vice; più tardi lo stesso Reid divenne primo ministro. Joseph Cook divenne vicepresidente del partito quando McMillan si ritirò dalla scena politica.

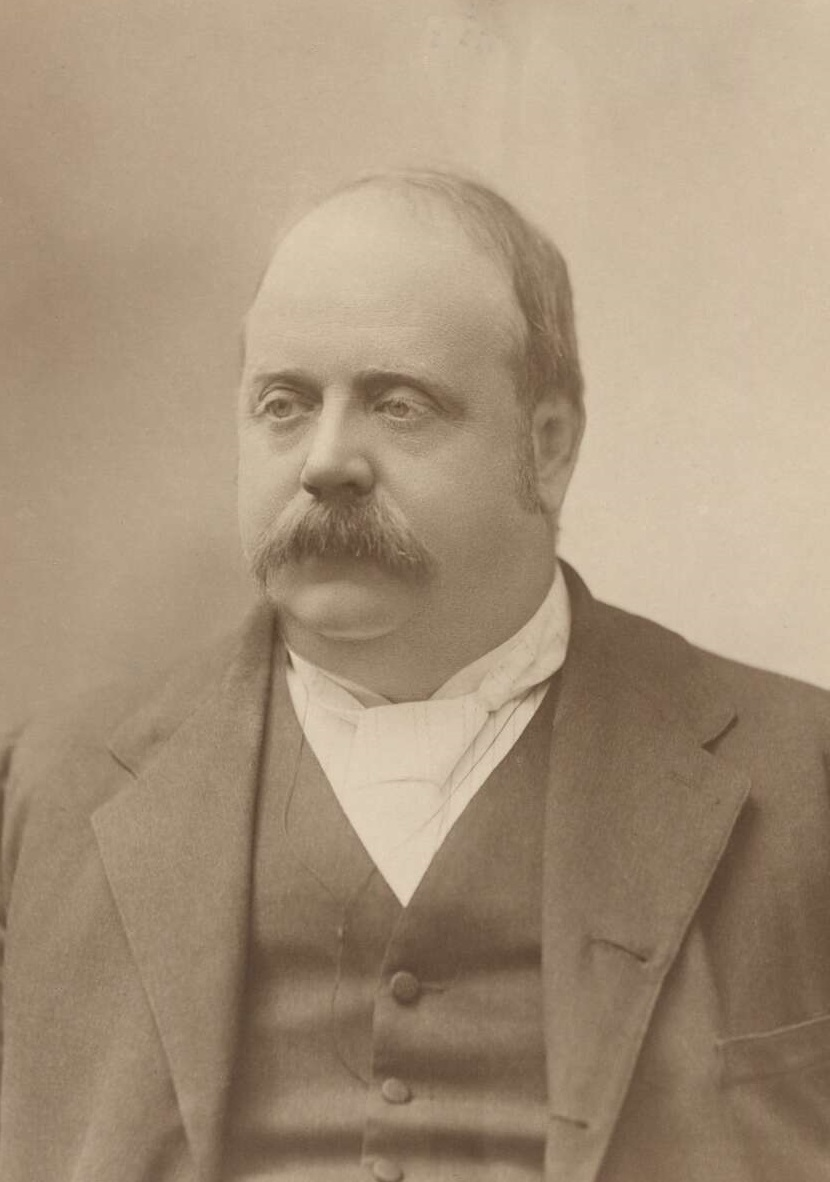
George Reid, Primo ministro dell'Australia dal 1904 al 1905

Dopo aver definito ampiamente l'idea del partito per ciò che riguardava i dazi doganali, Reid necessitò di ulteriori politiche per giustificare l'esistenza del movimento, ed è per questo che focalizzò l'attenzione sull'opposizione al socialismo, volta a criticare sia il Partito Laburista sia il Partito Protezionista, guidato allora da Alfred Deakin, che diede il supporto al primo in un governo di minoranza. Il partito del libero commercio fu quindi rinominato poco prima delle elezioni del 1906, assumendo il nuovo nome di Partito Anti-Socialista. I laburisti e il nuovo partito continuarono a crescere elettoralmente ai danni del partito protezionista, il quale si indeboliva anche internamente a causa di deputati che lo abbandonavano per prender parte ad una delle due fazioni maggiori.
Reid si ritirò nel 1908, lasciando la leadership a Joseph Cook, il quale si accordò con i protezionisti per formare il nuovo Partito Liberale del Commonwealth, nel 1909.